# 哈勒 (弗拉芒布拉班特省)
哈勒（荷蘭語：Halle，荷蘭語發音：[ˈɦɑlə] ⓘ，法語發音：[al]）是比利时弗拉芒大區弗拉芒布拉班特省的一座城市，南与瓦隆大区瓦隆布拉班特省接壤，面积44.40平方千米，人口39,096人（2018年1月1日）。哈勒是弗拉芒社群的一部分，官方语言与当地多数居民使用的语言为荷蘭語，不过当地有一定数量的法语人口，但哈勒并不是一个语言便利市镇，市政部门不为法语人士提供语言便利。

## 交通
- 哈勒站